# Россия на Европейских играх 2019
Россия на II Европейских играх, которые прошли с 21 по 30 июня 2019 года в Минске.

## Медали
| Золото  | |                                                                      |         |
| №       | Спортсмены | Вид спорта (дисциплина)                                              | Дата    |
| 1       | Виталина Бацарашкина Артём Черноусов | Стрельба (пневматический пистолет, 10 метров, смешанные пары)        | 22 июня |
| 2       | Юлия Каримова Сергей Каменский | Стрельба (пневматическая винтовка, 10 метров, смешанные пары)        | 22 июня |
| 3       | Виктория Аксёнова Кирилл Старцев | Акробатика (динамические упражнения, смешанные пары)                 | 22 июня |
| 4       | Дина Аверина | Художественная гимнастика (личное многоборье)                        | 22 июня |
| 5       | Елена Бондарева | Самбо (до 48 кг, женщины)                                            | 22 июня |
| 6       | Татьяна Казенюк | Самбо (до 56 кг, женщины)                                            | 22 июня |
| 7       | Дарья Межецкая | Дзюдо (до 57 кг, женщины)                                            | 22 июня |
| 8       | Андрей Перепелюк | Самбо (до 82 кг, мужчины)                                            | 22 июня |
| 9       | Екатерина Оноприенко | Самбо (до 64 кг, женщины)                                            | 22 июня |
| 10      | Артём Черноусов | Стрельба (пневматический пистолет, 10 метров, мужчины)               | 23 июня |
| 11      | Дина Аверина | Художественная гимнастика (обруч)                                    | 22 июня |
| 12      | Наталья Авдеева Антон Булаев | Стрельба из лука (блочный лук, смешанные пары)                       | 23 июня |
| 13      | Дина Аверина | Художественная гимнастика (лента)                                    | 23 июня |
| 14      | Вера Бирюкова Анастасия Максимова Диана Менжинская Анжелика Стубайло Мария Толкачёва | Художественная гимнастика (5 мячей, группы)                          | 23 июня |
| 15      | Диана Рябова | Самбо (до 52 кг, женщины)                                            | 23 июня |
| 16      | Виктория Аксёнова Кирилл Старцев | Акробатика (многоборье, смешанные пары)                              | 23 июня |
| 17      | Руслан Багдасарян | Самбо (до 62 кг, мужчины)                                            | 23 июня |
| 18      | Сергей Рябов | Самбо (до 90 кг, мужчины)                                            | 23 июня |
| 19      | Елена Соколова | Лёгкая атлетика (прыжок в длину, женщины)                            | 23 июня |
| 20      | Маргарита Ломова Артём Черноусов | Стрельба (пистолет, 50 метров, смешанные пары)                       | 24 июня |
| 21      | Арман Адамян | Дзюдо (до 100 кг, мужчины)                                           | 24 июня |
| 22      | Алексей Жердев Илья Карпенков Кирилл Писклов Станислав Шаров | Баскетбол 3×3 (мужчины)                                              | 24 июня |
| 23      | Сборная по дзюдоДарья Давыдова Казбек Занкишиев Денис Ярцев Ксения Чибисова Алан Хубецов Дарья Межецкая Анастасия Конкина Хусейн Халмурзаев Александра Бабинцева Муса Могушков Инал Тасоев Алёна Прокопенко | Дзюдо (смешанная команда)                                            | 25 июня |
| 24      | Гарсеван Джаназян Тимур Кулаев Илья Остапенко Пётр Перминов Роман Семёнов | Аэробика (группы)                                                    | 25 июня |
| 25      | Сергей Каменский | Стрельба (винтовка из трёх положений, 50 метров, мужчины)            | 26 июня |
| 26      | Заурбек Сидаков | Вольная борьба (до 74 кг, мужчины)                                   | 26 июня |
| 27      | Даурен Куруглиев | Вольная борьба (до 86 кг, мужчины)                                   | 26 июня |
| 28      | Анзор Хизриев | Вольная борьба (до 125 кг, мужчины)                                  | 26 июня |
| 29      | Виталий Ершов Олег Гусев Артём Кузахметов Александр Сергеев | Гребля на байдарках и каноэ (байдарки-четвёрки, 500 метров, мужчины) | 27 июня |
| 30      | Юлия Зыкова | Стрельба (винтовка из трёх положений, 50 метров, женщины)            | 27 июня |
| 31      | Абдулрашид Садулаев | Вольная борьба (до 97 кг, мужчины)                                   | 27 июня |
| 32      | Дарья Шмелёва Анастасия Войнова | Велоспорт (командный спринт, женщины)                                | 27 июня |
| 33      | Глеб Сырница Никита Берсенев Лев Гонов Иван Смирнов | Велоспорт (командная гонка преследования, мужчины)                   | 28 июня |
| 34      | Ангелина Мельникова | Спортивная гимнастика (личное многоборье, женщины)                   | 29 июня |
| 35      | Давид Белявский | Спортивная гимнастика (личное многоборье, мужчины)                   | 29 июня |
| 36      | Иван Смирнов | Велоспорт (гонка преследования, мужчины)                             | 29 июня |
| 37      | Степан Марянян | Греко-римская борьба (до 60 кг, мужчины)                             | 29 июня |
| 38      | Заур Кабалоев | Греко-римская борьба (до 67 кг, мужчины)                             | 29 июня |
| 39      | Александр Чехиркин | Греко-римская борьба (до 77 кг, мужчины)                             | 29 июня |
| 40      | Давид Белявский | Спортивная гимнастика (конь, мужчины)                                | 30 июня |
| 41      | Муслим Гаджимагомедов | Бокс (до 91 кг, мужчины)                                             | 30 июня |
| 42      | Ангелина Мельникова | Спортивная гимнастика (разновысокие брусья, женщины)                 | 30 июня |
| 43      | Анастасия Войнова | Велоспорт (спринт, женщины)                                          | 30 июня |
| 44      | Дарья Шмелёва | Велоспорт (гит, женщины)                                             | 30 июня |
| Серебро | |                                                                      |         |
| №       | Спортсмены | Вид спорта (дисциплина)                                              | Дата    |
| 1       | Анастасия Галашина Владимир Масленников | Стрельба (пневматическая винтовка, 10 метров, смешанные пары)        | 22 июня |
| 2       | Ирина Долгова | Дзюдо (до 48 кг, женщины)                                            | 22 июня |
| 3       | Наталья Кузютина | Дзюдо (до 52 кг, женщины)                                            | 22 июня |
| 4       | Саян Хертек | Самбо (до 57 кг, мужчины)                                            | 22 июня |
| 5       | Виктория Аксёнова Кирилл Старцев | Акробатика (балансовые упражнения, смешанные пары)                   | 22 июня |
| 6       | Дина Аверина | Художественная гимнастика (булавы)                                   | 23 июня |
| 7       | Станислав Скрябин | Самбо (до 74 кг, мужчины)                                            | 23 июня |
| 8       | Жанара Кусанова | Самбо (до 80 кг, женщины)                                            | 23 июня |
| 9       | Екатерина Старыгина | Лёгкая атлетика (метание копья, женщины)                             | 23 июня |
| 10      | Илья Иванюк | Лёгкая атлетика (прыжки в высоту, мужчины)                           | 23 июня |
| 11      | Сергей Каменский | Стрельба (пневматическая винтовка, 10 метров, мужчины)               | 24 июня |
| 12      | Инал Тасоев | Дзюдо (свыше 100 кг, мужчины)                                        | 24 июня |
| 13      | Михаил Мельник | Прыжки на батуте (индивидуальные прыжки, мужчины)                    | 25 июня |
| 14      | Кирилл Шамшурин | Гребля на байдарках и каноэ (каноэ-одиночки, 1000 метров, мужчины)   | 26 июня |
| 15      | Наталья Авдеева | Стрельба из лука (блочный лук, женщины)                              | 26 июня |
| 16      | Анастасия Братчикова | Вольная борьба (до 68 кг, женщины)                                   | 27 июня |
| 17      | Габил Мамедов | Бокс (до 60 кг, мужчины)                                             | 29 июня |
| 18      | Харитон Агрба | Бокс (до 69 кг, мужчины)                                             | 29 июня |
| 19      | Евгения Аугустинас | Велоспорт (омниум, женщины)                                          | 29 июня |
| 20      | Светлана Солуянова | Бокс (до 51 кг, женщины)                                             | 30 июня |
| 21      | Ангелина Мельникова | Спортивная гимнастика (опорный прыжок, женщины)                      | 30 июня |
| 22      | Дмитрий Ланкин | Спортивная гимнастика (опорный прыжок, мужчины)                      | 30 июня |
| 23      | Ангелина Мельникова | Спортивная гимнастика (бревно, женщины)                              | 30 июня |
| Бронза  | |                                                                      |         |
| №       | Спортсмены | Вид спорта (дисциплина)                                              | Дата    |
| 1       | Никита Клецков | Самбо (до 68 кг, мужчины)                                            | 22 июня |
| 2       | Альсим Черноскулов | Самбо (до 100 кг, мужчины)                                           | 22 июня |
| 3       | Галина Амбарцумян | Самбо (до 72 кг, женщины)                                            | 22 июня |
| 4       | Анна Балашова | Самбо (свыше 80 кг, женщины)                                         | 22 июня |
| 5       | Дина Аверина | Художественная гимнастика (мяч)                                      | 23 июня |
| 6       | Андрей Кубарьков | Самбо (до 52 кг, мужчины)                                            | 23 июня |
| 7       | Яна Костенко | Самбо (до 60 кг, женщины)                                            | 23 июня |
| 8       | Марина Мохнаткина | Самбо (до 68 кг, женщины)                                            | 23 июня |
| 9       | Артём Осипенко | Самбо (свыше 100 кг, мужчины)                                        | 23 июня |
| 10      | Вера Бирюкова Анастасия Максимова Диана Менжинская Анжелика Стубайло Мария Толкачёва | Художественная гимнастика (групповое многоборье)                     | 23 июня |
| 11      | Дарья Семьянова Алексей Алипов | Стрельба (трап, смешанные пары)                                      | 24 июня |
| 12      | Хусейн Халмурзаев | Дзюдо (до 90 кг, мужчины)                                            | 24 июня |
| 13      | Ксения Чибисова | Дзюдо (свыше 78 кг, женщины)                                         | 24 июня |
| 14      | Татьяна Конакова Григорий Шихалеев | Аэробика (смешанные пары)                                            | 24 июня |
| 15      | Полина Хорошева Кирилл Григорьян | Стрельба (винтовка лёжа, 50 метров, смешанные пары)                  | 25 июня |
| 16      | Ирина Кундиус Яна Павлова | Прыжки на батуте (синхронные прыжки, женщины)                        | 25 июня |
| 17      | Кира Степанова Анастасия Панченко | Гребля на байдарках и каноэ (байдарки-двойки, 500 метров, женщины)   | 26 июня |
| 18      | Роман Аношкин Владислав Литовка | Гребля на байдарках и каноэ (байдарки-двойки, 1000 метров, мужчины)  | 26 июня |
| 19      | Илья Первухин Кирилл Шамшурин | Гребля на байдарках и каноэ (каноэ-двойки, 1000 метров, мужчины)     | 26 июня |
| 20      | Заур Угуев | Вольная борьба (до 57 кг, мужчины)                                   | 26 июня |
| 21      | Ксения Курач Олеся Ромасенко | Гребля на байдарках и каноэ (каноэ-двойки, 500 метров, женщины)      | 27 июня |
| 22      | Полина Хорошева | Стрельба (винтовка из трёх положений, 50 метров, женщины)            | 27 июня |
| 23      | Ахмед Чакаев | Вольная борьба (до 65 кг, мужчины)                                   | 27 июня |
| 24      | Стальвира Оршуш | Вольная борьба (до 53 кг, женщины)                                   | 27 июня |
| 25      | Дарья Абрамова | Бокс (до 57 кг, женщины)                                             | 28 июня |
| 26      | Мария Кузнецова | Вольная борьба (до 62 кг, женщины)                                   | 28 июня |
| 27      | Анастасия Белякова | Бокс (до 60 кг, женщины)                                             | 28 июня |
| 28      | Дарья Шмелёва | Велоспорт (кейрин, женщины)                                          | 28 июня |
| 29      | Дарима Сандакова | Бокс (до 75 кг, женщины)                                             | 28 июня |
| 30      | Екатерина Болотова Алина Довлетова | Бадминтон (парный разряд, женщины)                                   | 28 июня |
| 31      | Владимир Иванов Иван Созонов | Бадминтон (парный разряд, мужчины)                                   | 28 июня |
| 32      | Дмитрий Мухомедьяров | Велоспорт (гонка по очкам, женщины)                                  | 28 июня |
| 33      | Евгения Косецкая | Бадминтон (одиночный разряд, женщины)                                | 29 июня |
| 34      | Владислав Поляшов | Спортивная гимнастика (личное многоборье, мужчины)                   | 29 июня |
| 35      | Денис Дмитриев | Велоспорт (спринт, мужчины)                                          | 29 июня |
| 36      | Тамара Дронова | Велоспорт (гонка преследования, женщины)                             | 30 июня |
| 37      | Александр Головин | Греко-римская борьба (до 97 кг, мужчины)                             | 30 июня |
| 38      | Сергей Семёнов | Греко-римская борьба (до 130 кг, мужчины)                            | 30 июня |
| 39      | Диана Климова Мария Новолодская | Велоспорт (мэдисон, женщины)                                         | 30 июня |
| 40      | Денис Дмитриев | Велоспорт (кейрин, мужчины)                                          | 30 июня |
| 41      | Дарья Шмелёва | Велоспорт (спринт, женщины)                                          | 30 июня |
| 42      | Евгений Плахутин | Карате (до 60 кг, мужчины)                                           | 30 июня |

## Состав сборной
Состав сборной России на Европейских играх в Минске состоит из 225 человек (124 мужчины и 101 женщина) из 47 регионов страны, которые принимают участие во всех 15 видах спорта. В состав участников вошли 52 заслуженных мастеров спорта, 101 человек — мастера спорта международного класса, 18 победителей первых Европейских игр в Баку, а также пять олимпийских чемпионов: Абдулрашид Садулаев и Наталья Воробьёва (борьба), Алексей Алипов (стрельба), Анастасия Максимова и Мария Толкачёва (художественная гимнастика).
17 июня Всероссийская федерация лёгкой атлетики обнародовала окончательный состав на игры. В первоначальный список вошли спортсмены не получившие нейтральный статус от IAAF, который даёт право выступать на международных соревнованиях, а именно: Сергей Дубровский, Александр Ефимов, Евгений Лиханов, Павел Савин, Мария Аглицкая, Елизавета Аникиенко, Екатерина Завьялова, Екатерина Купина, Екатерина Реньжина, Кристина Сивкова и Светлана Улога. Таким образом, после формирования нового состава, в список вошло 18 легкоатлетов, из них 3 спортсмена в качестве запасных (Илья Шкуренёв, Ирина Такунцева и Яна Глотова).
19 июня, в составе женской сборной по дзюдо произошла замена, в весовой категории до 52 кг вместо заявленной ранее Юлии Казариной выступит Наталья Кузютина. Велосипедист Антон Воробьёв заменил получившего травму Александра Евтушенко в шоссейных велогонках.
 Акробатика
1. Кирилл Старцев
2. Виктория Аксёнова

 Аэробика
1. Гарсеван Джаназян
2. Тимур Кулаев
3. Илья Остапенко
4. Пётр Перминов
5. Роман Семёнов
6. Григорий Шихалеев
7. Татьяна Конакова

 Бадминтон
1. Евгений Дрёмин
2. Владимир Иванов
3. Владимир Мальков
4. Иван Созонов
5. Екатерина Болотова
6. Евгения Димова
7. Алина Довлетова
8. Евгения Косецкая

 Баскетбол 3×3
1. Алексей Жердев
2. Илья Карпенков
3. Кирилл Писклов
4. Станислав Шаров
5. Юлия Козик
6. Анна Позднякова
7. Екатерина Поляшова
8. Анастасия Шувагина

 Бокс
1. Харитон Агрба
2. Глеб Бакши
3. Иван Верясов
4. Муслим Гаджимагомедов
5. Вадим Кудряков
6. Алексей Мазур
7. Габил Мамедов
8. Бахтовар Назиров
9. Батор Сагалуев
10. Имам Хатаев
11. Дарья Абрамова
12. Анастасия Белякова
13. Дарима Сандакова
14. Светлана Солуянова
15. Ярослава Якушина

 Борьба
Вольная борьба
1. Даурен Куруглиев
2. Абдулрашид Садулаев
3. Заурбек Сидаков
4. Заур Угуев
5. Анзор Хизриев
6. Ахмед Чакаев
7. Анастасия Братчикова
8. Анжелика Ветошкина
9. Наталья Воробьёва
10. Мария Кузнецова
11. Стальвира Оршуш

Греко-римская борьба
1. Александр Головин
2. Заур Кабалоев
3. Степан Марянян
4. Бекхан Оздоев
5. Сергей Семёнов
6. Александр Чехиркин

Велоспорт
 Шоссейный велоспорт
1. Антон Воробьёв
2. Степан Курьянов
3. Артём Ныч
4. Александр Порсев
5. Евгений Шалунов
6. Полина Кириллова
7. Диана Климова
8. Дарья Малькова
9. Мария Новолодская
10. Елизавета Ошуркова

 Трековый велоспорт
1. Никита Берсенев
2. Лев Гонов
3. Денис Дмитриев
4. Александр Дубченко
5. Дмитрий Мухомедьяров
6. Шейн Перкинс
7. Иван Смирнов
8. Глеб Сырица
9. Александр Шарапов
10. Павел Якушевский
11. Наталья Антонова
12. Евгения Аугустинас
13. Гульназ Бадыкова
14. Анастасия Войнова
15. Екатерина Гниденко
16. Тамара Дронова
17. Екатерина Роговая
18. Дарья Шмелёва

 Гребля на байдарках и каноэ
1. Роман Аношкин
2. Олег Гусев
3. Виталий Ершов
4. Артём Кузахметов
5. Владислав Литовка
6. Евгений Луканцов
7. Илья Первухин
8. Александр Сергеев
9. Максим Спесивцев
10. Кирилл Шамшурин
11. Иван Штыль
12. Елена Анюшина
13. Кристина Ковнир
14. Ксения Курач
15. Анастасия Панченко
16. Наталья Подольская
17. Олеся Ромасенко
18. Вера Собетова
19. Кира Степанова
20. Светлана Черниговская

 Дзюдо
1. Арман Адамян
2. Казбек Занкишиев
3. Муса Могушков
4. Альберт Огузов
5. Инал Тасоев
6. Алан Хубецов
7. Хусейн Халмурзаев
8. Якуб Шамилов
9. Денис Ярцев
10. Александра Бабинцева
11. Дарья Давыдова
12. Ирина Долгова
13. Анастасия Конкина
14. Наталья Кузютина
15. Дарья Межецкая
16. Алёна Прокопенко
17. Ксения Чибисова
18. Антонина Шмелёва

 Карате
1. Евгений Плахутин

 Лёгкая атлетика
1. Илья Иванюк
2. Вячеслав Колесниченко
3. Евгений Кунц
4. Дмитрий Лопин
5. Артём Макаренко
6. Егор Николаев
7. Тимофей Чалый
8. Дженнифер Акиниймика
9. Валерия Андреева
10. Алёна Мамина
11. Полина Миллер
12. Мария Павлова
13. Вера Рудакова
14. Елена Соколова
15. Екатерина Старыгина

 Настольный теннис
1. Кирилл Скачков
2. Александр Шибаев
3. Ольга Воробьёва
4. Полина Михайлова
5. Яна Носкова

 Пляжный футбол
1. Павел Баженов
2. Фёдор Земсков
3. Юрий Крашенинников
4. Виктор Крышанов
5. Николай Крышанов
6. Алексей Макаров
7. Андрей Новиков
8. Артур Папоротный
9. Кирилл Романов
10. Максим Чужков
11. Дмитрий Шишин
12. Антон Шкарин

 Прыжки на батуте
1. Михаил Мельник
2. Андрей Юдин
3. Ирина Кундиус
4. Яна Павлова

 Самбо
1. Руслан Багдасарян
2. Никита Клецков
3. Андрей Кубарьков
4. Артём Осипенко
5. Андрей Перепелюк
6. Сергей Рябов
7. Станислав Скрябин
8. Саян Хертек
9. Альсим Черноскулов
10. Галина Амбарцумян
11. Анна Балашова
12. Елена Бондарева
13. Татьяна Казенюк
14. Яна Костенко
15. Жанара Кусанова
16. Марина Мохнаткина
17. Екатерина Оноприенко
18. Диана Рябова

 Спортивная гимнастика
1. Давид Белявский
2. Дмитрий Ланкин
3. Владислав Поляшов
4. Анастасия Ильянкова
5. Ангелина Мельникова
6. Александра Щеколдина

 Стрельба
1. Алексей Алипов
2. Александр Алифиренко
3. Антон Аристархов
4. Кирилл Григорьян
5. Александр Землин
6. Сергей Каменский
7. Владимир Масленников
8. Никита Суханов
9. Артём Черноусов
10. Михаил Шарапов
11. Валентина Бацарашкина
12. Анастасия Галашина
13. Юлия Зыкова
14. Юлия Каримова
15. Полина Князева
16. Маргарита Ломова
17. Светлана Медведева
18. Дарья Семьянова
19. Полина Хорошева
20. Альбина Шакирова

 Стрельба из лука
1. Гаслан Базаржапов
2. Арсалан Балданов
3. Антон Булаев
4. Виталий Попов
5. Наталья Авдеева
6. Анна Балсукова
7. Ксения Перова
8. Инна Степанова

 Художественная гимнастика
1. Дина Аверина
2. Вера Бирюкова
3. Анастасия Максимова
4. Диана Менжинская
5. Анжелика Стубайло
6. Мария Толкачёва

## Результаты соревнований

### Бадминтон
Одиночный разряд
| Соревнование | Спортсмены       | Групповой этап              | Групповой этап                | Групповой этап                         | Групповой этап | 1/8 финала                   | 1/4 финала                     | 1/2 финала | Финал | Итоговое место |
| Соревнование | Спортсмены       | 1 матч                      | 2 матч                        | 3 матч                                 | Место          | 1/8 финала                   | 1/4 финала                     | 1/2 финала | Финал | Итоговое место |
| ------------ | ---------------- | --------------------------- | ----------------------------- | -------------------------------------- | -------------- | ---------------------------- | ------------------------------ | ---------- | ----- | -------------- |
| мужчины      | Владимир Мальков | Группа                      | Группа                        | Группа                                 | Группа         | Хайно (FIN) В (21-14, 21-14) | Леверде (FRA) П (21-14, 21-14) |            |       |                |
| мужчины      | Владимир Мальков | Манн (LUX) В (21-17, 21-14) | Филимон (ROU) В (21-8, 21-13) | Квовимурамадхони (AZE) В (21-7, 21-11) | 1 Q            | Хайно (FIN) В (21-14, 21-14) | Леверде (FRA) П (21-14, 21-14) |            |       |                |
| женщины      | Евгения Косецкая | Группа                      | Группа                        | Группа                                 | Группа         |                              |                                |            |       |                |
| женщины      | Евгения Косецкая |                             |                               |                                        |                |                              |                                |            |       |                |

Парный разряд
| Соревнование | Спортсмены                         | Групповой этап | Групповой этап | Групповой этап | Групповой этап | 1/4 финала | 1/2 финала | Финал | Итоговое место |
| Соревнование | Спортсмены                         | 1 матч         | 2 матч         | 3 матч         | Место          | 1/4 финала | 1/2 финала | Финал | Итоговое место |
| ------------ | ---------------------------------- | -------------- | -------------- | -------------- | -------------- | ---------- | ---------- | ----- | -------------- |
| мужчины      | Владимир Иванов Иван Созонов       | Группа         | Группа         | Группа         | Группа         |            |            |       |                |
| мужчины      | Владимир Иванов Иван Созонов       |                |                |                |                |            |            |       |                |
| женщины      | Екатерина Болотова Алина Довлетова | Группа         | Группа         | Группа         | Группа         |            |            |       |                |
| женщины      | Екатерина Болотова Алина Довлетова |                |                |                |                |            |            |       |                |
| микст        | Евгений Дрёмин Евгения Димова      | Группа         | Группа         | Группа         | Группа         |            |            |       |                |
| микст        | Евгений Дрёмин Евгения Димова      |                |                |                |                |            |            |       |                |

### Баскетбол 3×3
| Соревнование | Групповой этап | Групповой этап | Групповой этап | Групповой этап | 1/4 финала | 1/2 финала | Финал | Итоговое место |
| Соревнование | 1 матч         | 2 матч         | 3 матч         | Место          | 1/4 финала | 1/2 финала | Финал | Итоговое место |
| ------------ | -------------- | -------------- | -------------- | -------------- | ---------- | ---------- | ----- | -------------- |
| мужчины      | Группа         | Группа         | Группа         | Группа         |            |            |       |                |
| мужчины      |                |                |                |                |            |            |       |                |
| женщины      | Группа         | Группа         | Группа         | Группа         |            |            |       |                |
| женщины      |                |                |                |                |            |            |       |                |

### Бокс
Мужчины
| Категория   | Спортсмены            | 1/32 финала        | 1/16 финала        | 1/8 финала         | Четвертьфинал        | Полуфинал            | Финал                | Место                |
| Категория   | Спортсмены            | Соперник Результат | Соперник Результат | Соперник Результат | Соперник Результат   | Соперник Результат   | Соперник Результат   | Место                |
| ----------- | --------------------- | ------------------ | ------------------ | ------------------ | -------------------- | -------------------- | -------------------- | -------------------- |
| до 49 кг    | Батор Сагалуев        | Не проводится      | Не проводится      |                    | Завершил выступление | Завершил выступление | Завершил выступление | Завершил выступление |
| до 52 кг    | Вадим Кудряков        | Не проводится      | Не участвовал      |                    | Завершил выступление | Завершил выступление | Завершил выступление | Завершил выступление |
| до 56 кг    | Бахтовар Назиров      | Не проводится      | Не участвовал      |                    | Завершил выступление | Завершил выступление | Завершил выступление | Завершил выступление |
| до 60 кг    | Габил Мамедов         | Не проводится      | Не участвовал      |                    |                      |                      |                      |                      |
| до 64 кг    | Алексей Мазур         | Не проводится      |                    |                    | Завершил выступление | Завершил выступление | Завершил выступление | Завершил выступление |
| до 69 кг    | Харитон Агрба         | Не участвовал      |                    |                    |                      |                      |                      |                      |
| до 75 кг    | Глеб Бакши            | Не участвовал      |                    |                    |                      | Завершил выступление | Завершил выступление | Завершил выступление |
| до 81 кг    | Имам Хатаев           | Не проводится      |                    |                    | Завершил выступление | Завершил выступление | Завершил выступление | Завершил выступление |
| до 91 кг    | Муслим Гаджимагомедов | Не проводится      | Не участвовал      |                    |                      |                      |                      |                      |
| свыше 91 кг | Иван Верясов          | Не проводится      |                    |                    | Завершил выступление | Завершил выступление | Завершил выступление | Завершил выступление |

Женщины
| Категория | Спортсмены         | 1/8 финала         | Четвертьфинал      | Полуфинал             | Финал                 | Место                 |
| Категория | Спортсмены         | Соперник Результат | Соперник Результат | Соперник Результат    | Соперник Результат    | Место                 |
| --------- | ------------------ | ------------------ | ------------------ | --------------------- | --------------------- | --------------------- |
| до 51 кг  | Светлана Солуянова | Не участвовала     |                    |                       |                       |                       |
| до 57 кг  | Дарья Абрамова     | Не участвовала     |                    |                       |                       |                       |
| до 60 кг  | Анастасия Белякова | Не участвовала     |                    |                       |                       |                       |
| до 69 кг  | Ярослава Якушина   | Не участвовала     |                    | Завершила выступление | Завершила выступление | Завершила выступление |
| до 75 кг  | Дарима Сандакова   |                    |                    |                       |                       |                       |

### Борьба
Мужчины
Вольная борьба
| Категория | Спортсмены          | 1/8 финала         | Четвертьфинал      | Полуфинал          | Финал              | Место |
| Категория | Спортсмены          | Соперник Результат | Соперник Результат | Соперник Результат | Соперник Результат | Место |
| --------- | ------------------- | ------------------ | ------------------ | ------------------ | ------------------ | ----- |
| до 57 кг  | Заур Угуев          |                    |                    |                    |                    |       |
| до 65 кг  | Ахмед Чакаев        |                    |                    |                    |                    |       |
| до 74 кг  | Заурбек Сидаков     |                    |                    |                    |                    |       |
| до 86 кг  | Даурен Куруглиев    |                    |                    |                    |                    |       |
| до 97 кг  | Абдулрашид Садулаев |                    |                    |                    |                    |       |
| до 125 кг | Анзор Хизриев       |                    |                    |                    |                    |       |

Греко-римская борьба
| Категория | Спортсмены         | 1/8 финала         | Четвертьфинал      | Полуфинал          | Финал              | Место |
| Категория | Спортсмены         | Соперник Результат | Соперник Результат | Соперник Результат | Соперник Результат | Место |
| --------- | ------------------ | ------------------ | ------------------ | ------------------ | ------------------ | ----- |
| до 60 кг  | Степан Марянян     |                    |                    |                    |                    |       |
| до 67 кг  | Заур Кабалоев      |                    |                    |                    |                    |       |
| до 77 кг  | Александр Чехиркин |                    |                    |                    |                    |       |
| до 87 кг  | Бекхан Оздоев      |                    |                    |                    |                    |       |
| до 97 кг  | Александр Головин  |                    |                    |                    |                    |       |
| до 130 кг | Сергей Семёнов     |                    |                    |                    |                    |       |

Женщины
Вольная борьба
| Категория | Спортсмены           | 1/8 финала         | Четвертьфинал      | Полуфинал          | Финал              | Место |
| Категория | Спортсмены           | Соперник Результат | Соперник Результат | Соперник Результат | Соперник Результат | Место |
| --------- | -------------------- | ------------------ | ------------------ | ------------------ | ------------------ | ----- |
| до 50 кг  | Анжелика Ветошкина   |                    |                    |                    |                    |       |
| до 53 кг  | Стальвира Оршуш      |                    |                    |                    |                    |       |
| до 62 кг  | Мария Кузнецова      |                    |                    |                    |                    |       |
| до 68 кг  | Анастасия Братчикова |                    |                    |                    |                    |       |
| до 76 кг  | Наталья Воробьёва    |                    |                    |                    |                    |       |

### Велоспорт

#### Шоссейный велоспорт
Мужчины
| Соревнование     | Спортсмены | Время | Место | Отставание |
| ---------------- | ---------- | ----- | ----- | ---------- |
| групповая гонка  |            |       |       |            |
|                  |            |       |       |            |
|                  |            |       |       |            |
|                  |            |       |       |            |
|                  |            |       |       |            |
| раздельная гонка |            |       |       |            |
|                  |            |       |       |            |

Женщины
| Соревнование     | Спортсмены         | Время   | Место | Отставание |
| ---------------- | ------------------ | ------- | ----- | ---------- |
| групповая гонка  | Елизавета Ошуркова | 3:08:24 | 19    | +11        |
| групповая гонка  | Диана Климова      | 3:08:24 | 21    | +11        |
| групповая гонка  | Полина Кириллова   | 3:08:43 | 43    | +30        |
| групповая гонка  | Мария Новолодская  | 3:08:43 | 48    | +30        |
| групповая гонка  | Дарья Малькова     | DNF     | DNF   | DNF        |
| раздельная гонка |                    |         |       |            |
|                  |                    |         |       |            |

#### Трековый велоспорт
Командная гонка преследования
| Соревнование | Спортсмены                                                       | Квалификация | Квалификация | Полуфинал      | Полуфинал | Финал          | Место |
| Соревнование | Спортсмены                                                       | Время        | Место        | Соперник Время | Место     | Соперник Время | Место |
| ------------ | ---------------------------------------------------------------- | ------------ | ------------ | -------------- | --------- | -------------- | ----- |
| мужчины      | Никита Берсенев Лев Гонов Иван Смирнов Глеб Сырница              |              |              |                |           |                |       |
| женщины      | Евгения Аугустинас Гульназ Бадыкова Тамара Дронова Диана Климова |              |              |                |           |                |       |

Спринт
| Соревнование | Спортсмены        | Квалификация   | Квалификация | Раунд 1                 | Утешительный заезд       | Раунд 2                 | Утешительный заезд       | Четвертьфинал           | Полуфинал               | Финал                    | Место |
| Соревнование | Спортсмены        | Время Скорость | Место        | Соперник Время Скорость | Соперники Время Скорость | Соперник Время Скорость | Соперники Время Скорость | Соперник Время Скорость | Соперник Время Скорость | Соперники Время Скорость | Место |
| ------------ | ----------------- | -------------- | ------------ | ----------------------- | ------------------------ | ----------------------- | ------------------------ | ----------------------- | ----------------------- | ------------------------ | ----- |
| мужчины      | Денис Дмитриев    |                |              |                         |                          |                         |                          |                         |                         |                          |       |
| мужчины      | Павел Якушевский  |                |              |                         |                          |                         |                          |                         |                         |                          |       |
| женщины      | Дарья Шмелёва     |                |              |                         |                          |                         |                          |                         |                         |                          |       |
| женщины      | Анастасия Войнова |                |              |                         |                          |                         |                          |                         |                         |                          |       |

Командный спринт
| Соревнование | Спортсмены | Квалификация   | Квалификация | Полуфинал               | Полуфинал | Финал                   | Место |
| Соревнование | Спортсмены | Время Скорость | Место        | Соперник Время Скорость | Место     | Соперник Время Скорость | Место |
| ------------ | ---------- | -------------- | ------------ | ----------------------- | --------- | ----------------------- | ----- |
| мужчины      |            |                |              |                         |           |                         |       |
| женщины      |            |                |              |                         |           |                         |       |

Кейрин
| Соревнование | Спортсмены | Первый раунд | Первый раунд | Утешительный заезд | Утешительный заезд | Второй раунд | Второй раунд | Финал | Итоговое место |
| Соревнование | Спортсмены | Заезд        | Место        | Заезд              | Место              | Заезд        | Место        | Место | Итоговое место |
| ------------ | ---------- | ------------ | ------------ | ------------------ | ------------------ | ------------ | ------------ | ----- | -------------- |
| мужчины      |            |              |              |                    |                    |              |              |       |                |
| женщины      |            |              |              |                    |                    |              |              |       |                |

Омниум
Итоговое количество очков определяется, как сумма занятых мест во всех шести дисциплинах. Победу в соревновании одерживает спортсмен, набравший наименьшую сумму баллов.
| Соревнование | Спортсмены | Круг с хода | Круг с хода | Гонка по очкам | Гонка по очкам | Гонка с выбыванием | Гонка преследования | Гонка преследования | Скретч | Гит с места | Гит с места | Сумма очков | Итоговое место |
| Соревнование | Спортсмены | Время       | Место       | Очки           | Место          | Место              | Время               | Место               | Место  | Время       | Место       | Сумма очков | Итоговое место |
| ------------ | ---------- | ----------- | ----------- | -------------- | -------------- | ------------------ | ------------------- | ------------------- | ------ | ----------- | ----------- | ----------- | -------------- |
| мужчины      |            |             |             |                |                |                    |                     |                     |        |             |             |             |                |
| женщины      |            |             |             |                |                |                    |                     |                     |        |             |             |             |                |

### Гимнастика

#### Акробатика
Смешанные пары
| Дисциплина              | Спортсмены                       | Результат | Место |
| ----------------------- | -------------------------------- | --------- | ----- |
| динамические упражнения | Виктория Аксёнова Кирилл Старцев | 29,060    | 1     |
| балансовые упражнения   | Виктория Аксёнова Кирилл Старцев | 29,230    | 2     |
| многоборье              | Виктория Аксёнова Кирилл Старцев | 29,580    | 1     |

#### Спортивная гимнастика
Мужчины
Многоборье
| Соревнование      | Спортсмены        | Квалификация        | Квалификация | Квалификация | Квалификация   | Квалификация        | Квалификация | Квалификация | Квалификация | Финал               | Финал | Финал  | Финал          | Финал               | Финал       | Финал | Финал |
| Соревнование      | Спортсмены        | Вольные выступления | Конь         | Кольца       | Опорный прыжок | Параллельные брусья | Перекладина  | Всего        | Место        | Вольные выступления | Конь  | Кольца | Опорный прыжок | Параллельные брусья | Перекладина | Всего | Место |
| ----------------- | ----------------- | ------------------- | ------------ | ------------ | -------------- | ------------------- | ------------ | ------------ | ------------ | ------------------- | ----- | ------ | -------------- | ------------------- | ----------- | ----- | ----- |
| личное многоборье | Давид Белявский   | 14,266              | 14,633       | 14,100       | 14,100         | 15,200              | 14,200       | 86,499       | 1 Q          |                     |       |        |                |                     |             |       |       |
| личное многоборье | Владислав Поляшов | 13,966              | 13,333       | 13,233       | 13,000         | 15,133              | 13,766       | 82,431       | 2 Q          |                     |       |        |                |                     |             |       |       |
| личное многоборье | Дмитрий Ланкин    | 14,366              | 11,500       | 14,366       | 14,933         | 13,633              | 10,600       | 79,398       | 8            |                     |       |        |                |                     |             |       |       |

Индивидуальные упражнения
| Соревнование        | Спортсмены        | Квалификация | Квалификация | Финал | Финал |
| Соревнование        | Спортсмены        | Очки         | Место        | Очки  | Место |
| ------------------- | ----------------- | ------------ | ------------ | ----- | ----- |
| вольные упражнения  | Дмитрий Ланкин    |              |              |       |       |
| вольные упражнения  | Давид Белявский   |              |              |       |       |
| вольные упражнения  | Владислав Поляшов |              |              |       |       |
| конь                | Давид Белявский   |              |              |       |       |
| конь                | Владислав Поляшов |              |              |       |       |
| конь                | Дмитрий Ланкин    |              |              |       |       |
| кольца              | Дмитрий Ланкин    |              |              |       |       |
| кольца              | Давид Белявский   |              |              |       |       |
| кольца              | Владислав Поляшов |              |              |       |       |
| опорный прыжок      | Дмитрий Ланкин    |              |              |       |       |
| опорный прыжок      | Давид Белявский   |              |              |       |       |
| опорный прыжок      | Владислав Поляшов |              |              |       |       |
| параллельные брусья | Давид Белявский   |              |              |       |       |
| параллельные брусья | Владислав Поляшов |              |              |       |       |
| параллельные брусья | Дмитрий Ланкин    |              |              |       |       |
| перекладина         | Давид Белявский   |              |              |       |       |
| перекладина         | Владислав Поляшов |              |              |       |       |
| перекладина         | Дмитрий Ланкин    |              |              |       |       |

Женщины
Многоборье
Многоборье
| Соревнование      | Спортсмены           | Квалификация   | Квалификация        | Квалификация | Квалификация       | Квалификация | Квалификация | Финал          | Финал               | Финал  | Финал              | Финал | Финал |
| Соревнование      | Спортсмены           | Опорный прыжок | Разновысокие брусья | Бревно       | Вольные упражнения | Всего        | Место        | Опорный прыжок | Разновысокие брусья | Бревно | Вольные упражнения | Всего | Место |
| ----------------- | -------------------- | -------------- | ------------------- | ------------ | ------------------ | ------------ | ------------ | -------------- | ------------------- | ------ | ------------------ | ----- | ----- |
| личное многоборье | Ангелина Мельникова  | 14,233         | 14,100              | 13,133       | 12,800             | 54,266       | 1 Q          |                |                     |        |                    |       |       |
| личное многоборье | Александра Щеколдина | 14,333         | 13,433              | 11,466       | 12,333             | 51,565       | 8 Q          |                |                     |        |                    |       |       |

Индивидуальные упражнения
| Соревнование        | Спортсмены           | Квалификация | Квалификация | Финал | Финал |
| Соревнование        | Спортсмены           | Очки         | Место        | Очки  | Место |
| ------------------- | -------------------- | ------------ | ------------ | ----- | ----- |
| опорный прыжок      | Ангелина Мельникова  |              |              |       |       |
| опорный прыжок      | Александра Щеколдина |              |              |       |       |
| разновысокие брусья | Анастасия Ильянкова  |              |              |       |       |
| разновысокие брусья | Ангелина Мельникова  |              |              |       |       |
| разновысокие брусья | Александра Щеколдина |              |              |       |       |
| бревно              | Ангелина Мельникова  |              |              |       |       |
| бревно              | Александра Щеколдина |              |              |       |       |
| вольные упражнения  | Ангелина Мельникова  |              |              |       |       |
| вольные упражнения  | Александра Щеколдина |              |              |       |       |

### Гребля на байдарках и каноэ
Мужчины
| Соревнование                   | Спортсмены                                                  | Предварительный раунд | Предварительный раунд | Предварительный раунд | Полуфинал     | Полуфинал     | Полуфинал     | Финал    | Финал | Итоговое место |
| Соревнование                   | Спортсмены                                                  | Заплыв                | Время                 | Место                 | Заплыв        | Время         | Место         | Время    | Место | Итоговое место |
| ------------------------------ | ----------------------------------------------------------- | --------------------- | --------------------- | --------------------- | ------------- | ------------- | ------------- | -------- | ----- | -------------- |
| байдарки-одиночки, 200 метров  | Евгений Луканцов                                            |                       | 35,146                | 3 Q                   |               | 34,733        | 1 Q           |          |       |                |
| байдарки-одиночки, 1000 метров | Максим Спесивцев                                            |                       | 3:33,393              | 2 Q                   |               | 3:25,865      | 1 QA          | 3:35,978 | 6     | 6              |
| байдарки-одиночки, 5000 метров | Максим Спесивцев                                            | Не проводится         | Не проводится         | Не проводится         | Не проводится | Не проводится | Не проводится |          |       |                |
| байдарки-двойки, 1000 метров   | Роман Аношкин Владислав Литовка                             |                       |                       |                       |               |               |               |          |       |                |
| байдарки-четвёрки, 500 метров  | Виталий Ершов Олег Гусев Артём Кузахметов Александр Сергеев |                       |                       |                       |               |               |               |          |       |                |
| каноэ-одиночки, 200 метров     | Иван Штыль                                                  |                       |                       |                       |               |               |               |          |       |                |
| каноэ-одиночки, 1000 метров    | Кирилл Шамшурин                                             |                       | 3:49,784              | 4 Q                   |               |               |               |          |       |                |
| каноэ-двойки, 1000 метров      | Илья Первухин Кирилл Шамшурин                               |                       | 3:08,251              | 3 Q                   | Не проводится | Не проводится | Не проводится |          |       |                |

Женщины
| Соревнование                   | Спортсмены | Предварительный раунд | Предварительный раунд | Предварительный раунд | Полуфинал     | Полуфинал     | Полуфинал     | Финал | Финал | Итоговое место |
| Соревнование                   | Спортсмены | Заплыв                | Время                 | Место                 | Заплыв        | Время         | Место         | Время | Место | Итоговое место |
| ------------------------------ | ---------- | --------------------- | --------------------- | --------------------- | ------------- | ------------- | ------------- | ----- | ----- | -------------- |
| байдарки-одиночки, 200 метров  |            |                       |                       |                       |               |               |               |       |       |                |
| байдарки-одиночки, 500 метров  |            |                       |                       |                       |               |               |               |       |       |                |
| байдарки-одиночки, 5000 метров |            |                       |                       |                       |               |               |               |       |       |                |
| байдарки-двойки, 200 метров    |            |                       |                       |                       |               |               |               |       |       |                |
| байдарки-двойки, 500 метров    |            |                       |                       |                       | Не проводится | Не проводится | Не проводится |       |       |                |
| байдарки-четвёрки, 500 метров  |            |                       |                       |                       |               |               |               |       |       |                |
| каноэ-одиночки, 200 метров     |            |                       |                       |                       |               |               |               |       |       |                |
| каноэ-двойки, 500 метров       |            |                       |                       |                       |               |               |               |       |       |                |

### Лёгкая атлетика
Беговые дисциплины
| Дисциплина                      | Спортсмен                                                       | Результат | Место |
| ------------------------------- | --------------------------------------------------------------- | --------- | ----- |
| бег на 100 метров, мужчины      | Дмитрий Лопин                                                   | 10,61     | 8     |
| бег на 100 метров, женщины      | Дженнифер Акиниймика                                            | 11,74     | 9     |
| бег на 100 метров с/б, женщины  | Мария Павлова                                                   | 13,89     | 14    |
| бег на 110 метров с/б, мужчины  | Артём Макаренко                                                 | 13,88     | 6     |
| смешанная эстафета 4×400 метров | Вячеслав Колесниченко Вера Рудакова Полина Миллер Тимофей Чалый | 3:21,02   | 6     |
| гонка преследования             | Евгений Кунц Валерия Андреева Егор Николаев Алёна Мамина        | 4:36,66   | 16    |

Технические дисциплины
| Дисциплина               | Спортсмен           | Результат  | Место |
| ------------------------ | ------------------- | ---------- | ----- |
| прыжок в высоту, мужчины | Илья Иванюк         | 2,26 м     | 2     |
| прыжок в длину, женщины  | Елена Соколова      | 6,76 м SB  | 1     |
| метание копья, женщины   | Екатерина Старыгина | 63,57 м PB | 2     |

Динамичная лёгкая атлетика
| Дисциплина                     | Спортсмен                                                       | Квалификация | Квалификация | Квалификация | Квалификация | Четвертьфинал | Четвертьфинал | Четвертьфинал | Четвертьфинал | Полуфинал | Полуфинал | Полуфинал   | Полуфинал | Финал     | Финал | Финал       | Финал |
| Дисциплина                     | Спортсмен                                                       | Результат    | Очки         | Всего очков  | Место        | Результат     | Очки          | Всего очков   | Место         | Результат | Очки      | Всего очков | Место     | Результат | Очки  | Всего очков | Место |
| ------------------------------ | --------------------------------------------------------------- | ------------ | ------------ | ------------ | ------------ | ------------- | ------------- | ------------- | ------------- | --------- | --------- | ----------- | --------- | --------- | ----- | ----------- | ----- |
| бег на 100 метров, мужчины     | Дмитрий Лопин                                                   | 10,61        | 12           | 83           | 1            |               |               |               |               |           |           |             |           |           |       |             |       |
| прыжок в длину, женщины        | Елена Соколова                                                  | 6,76 м       | 12           | 83           | 1            |               |               |               |               |           |           |             |           |           |       |             |       |
| бег на 100 метров, женщины     | Дженнифер Акиниймика                                            | 11,74        | 10           | 83           | 1            |               |               |               |               |           |           |             |           |           |       |             |       |
| метание копья, женщины         | Екатерина Старыгина                                             | 63,57 м      | 12           | 83           | 1            |               |               |               |               |           |           |             |           |           |       |             |       |
| смешанная эстафета 4×400 м     | Вячеслав Колесниченко Вера Рудакова Полина Миллер Тимофей Чалый | 3:21,02      | 10           | 83           | 1            |               |               |               |               |           |           |             |           |           |       |             |       |
| бег на 110 метров с/б, мужчины | Артём Макаренко                                                 | 13,88        | 10           | 83           | 1            |               |               |               |               |           |           |             |           |           |       |             |       |
| прыжок в высоту, мужчины       | Илья Иванюк                                                     | 2,26 м       | 11           | 83           | 1            |               |               |               |               |           |           |             |           |           |       |             |       |
| бег на 100 метров с/б, женщины | Мария Павлова                                                   | 13,89        | 6            | 83           | 1            |               |               |               |               |           |           |             |           |           |       |             |       |
| гонка преследования            | Евгений Кунц Валерия Андреева Егор Николаев Алёна Мамина        | 4:36,66      | н/д          |              | 1            | н/д           |               | н/д           |               | н/д       |           |             |           |           |       |             |       |

### Самбо
Мужчины
| Категория    | Спортсмены         | Четвертьфинал                 | Полуфинал                | Финал               | Место |
| Категория    | Спортсмены         | Соперник Результат            | Соперник Результат       | Соперник Результат  | Место |
| ------------ | ------------------ | ----------------------------- | ------------------------ | ------------------- | ----- |
| до 52 кг     | Андрей Кубарьков   |                               |                          |                     | 3     |
| до 57 кг     | Саян Хертек        | Э. Челик (TUR) В 3:0          | М. Манукян (ARM) В 4:0   | В. Чидрашвили (GEO) | 2     |
| до 62 кг     | Руслан Багдасарян  |                               |                          |                     | 1     |
| до 68 кг     | Никита Клецков     | Л. Миндия (GEO) П 2:2         | Утешительный турнир      | Утешительный турнир | 3     |
| до 68 кг     | Никита Клецков     | Л. Миндия (GEO) П 2:2         | Л. Сёке (ROU) В 3:1      | М. Гальбяти (ITA)   | 3     |
| до 74 кг     | Станислав Скрябин  |                               |                          |                     | 2     |
| до 82 кг     | Андрей Перепелюк   | В. Балампанашвили (GRE) В 1:1 | Т. Емельянов (BLR) В 0:0 | Д. Григорян (ARM)   | 1     |
| до 90 кг     | Сергей Рябов       |                               |                          |                     | 1     |
| до 100 кг    | Альсим Черноскулов | Д. Лориашвили (GEO) П 0:1     | Утешительный турнир      | Утешительный турнир | 3     |
| до 100 кг    | Альсим Черноскулов | Д. Лориашвили (GEO) П 0:1     | А. Степанков (BLR) В 1:0 | Э. Сегар (FRA)      | 3     |
| свыше 100 кг | Артём Осипенко     |                               |                          |                     | 3     |

Женщины
| Категория   | Спортсмены           | Четвертьфинал          | Полуфинал               | Финал               | Место |
| Категория   | Спортсмены           | Соперник Результат     | Соперник Результат      | Соперник Результат  | Место |
| ----------- | -------------------- | ---------------------- | ----------------------- | ------------------- | ----- |
| до 48 кг    | Елена Бондарева      | М. Войцак (FRA) В 1:0  | Д-М. Чисс (ROU) В 2:2   | А. Новикова (UKR)   | 1     |
| до 52 кг    | Диана Рябова         |                        |                         |                     | 1     |
| до 56 кг    | Татьяна Казенюк      | Н. Илькив (UKR) В 0:2  | В. Гогуа (GRE) В 8:0    | А. Архипова (BLR)   | 1     |
| до 60 кг    | Яна Костенко         |                        |                         |                     | 3     |
| до 64 кг    | Екатерина Оноприенко | Т. Мацко (BLR) В 0:8   | А-М. Валвой (ROU) В 9:0 | А. Сайко (UKR)      | 1     |
| до 68 кг    | Марина Мохнаткина    |                        |                         |                     | 2     |
| до 72 кг    | Галина Амбарцумян    | Н. Смаль (UKR) П 1:2   | Утешительный турнир     | Утешительный турнир | 3     |
| до 72 кг    | Галина Амбарцумян    | Н. Смаль (UKR) П 1:2   | В. Болохан (BLR) В 1:1  | Камиль Ларос (FRA)  | 3     |
| до 80 кг    | Жанара Кусанова      |                        |                         |                     | 2     |
| свыше 80 кг | Анна Балашова        | Э. Кебадзе (GEO) П 0:1 | Утешительный турнир     | Утешительный турнир | 3     |
| свыше 80 кг | Анна Балашова        | Э. Кебадзе (GEO) П 0:1 | Не участвовала          | Е. Калюжная (BLR)   | 3     |

### Стрельба
Мужчины
| Соревнование                          | Спортсмены           | Квалификация | Квалификация | Финал                | Финал                |
| Соревнование                          | Спортсмены           | Результат    | Место        | Соперник/ Результат  | Место                |
| ------------------------------------- | -------------------- | ------------ | ------------ | -------------------- | -------------------- |
| пневматическая винтовка, 10 метров    | Сергей Каменский     | 631,1        | 1 Q          | 250,0                | 2                    |
| пневматическая винтовка, 10 метров    | Владимир Масленников | 629,1        | 4 Q          | 165,9                | 6                    |
| винтовка из трёх положений, 50 метров | Сергей Каменский     | 1182         | 1 Q          | 461,6                | 1                    |
| винтовка из трёх положений, 50 метров | Кирилл Григорьян     | 1168         | 14           | Завершил выступление | Завершил выступление |
| пневматический пистолет, 10 метров    | Артём Черноусов      | 585          | 1 Q          | 241,4                | 1                    |
| пневматический пистолет, 10 метров    | Антон Аристархов     | 579          | 7 Q          | 117,3                | 8                    |
| скорострельный пистолет, 25 метров    | Александр Алифиренко | 579          | 6 Q          | 21                   | 4                    |
| скорострельный пистолет, 25 метров    | Никита Суханов       | 572          | 14           | Завершил выступление | Завершил выступление |
| трап                                  | Алексей Алипов       | 118          | 5 Q          | 24                   | 5                    |
| скит                                  | Александр Землин     |              |              |                      |                      |
| скит                                  | Михаил Шарапов       |              |              |                      |                      |

Женщины
| Соревнование                          | Спортсмены           | Квалификация | Квалификация | Финал                 | Финал                 |
| Соревнование                          | Спортсмены           | Результат    | Место        | Соперник/ Результат   | Место                 |
| ------------------------------------- | -------------------- | ------------ | ------------ | --------------------- | --------------------- |
| пневматическая винтовка, 10 метров    | Юлия Каримова        | 629,8        | 1 Q          | 185,3                 | 5                     |
| пневматическая винтовка, 10 метров    | Анастасия Галашина   | 625,3        | 10           | Завершила выступление | Завершила выступление |
| винтовка из трёх положений, 50 метров | Юлия Зыкова          |              |              |                       |                       |
| винтовка из трёх положений, 50 метров | Полина Хорошева      |              |              |                       |                       |
| пневматический пистолет, 10 метров    | Виталина Бацарашкина | 576          | 4 Q          | 198,0                 | 4                     |
| пневматический пистолет, 10 метров    | Светлана Медведева   | 571          | 11           | Завершила выступление | Завершила выступление |
| пистолет, 25 метров                   | Виталина Бацарашкина | 586          | 2 Q          | 27                    | 4                     |
| пистолет, 25 метров                   | Маргарита Ломова     | 578          | 16           | Завершила выступление | Завершила выступление |
| трап                                  | Полина Князева       | 103          | 11           | Завершила выступление | Завершила выступление |
| трап                                  | Дарья Семьянова      | 100          | 20           | Завершила выступление | Завершила выступление |
| скит                                  | Альбина Шакирова     |              |              |                       |                       |

Смешанные пары
| Соревнования                       | Спортсмены                              | Квалификация | Квалификация | Финал                                      | Финал                 |
| Соревнования                       | Спортсмены                              | Результат    | Место        | Соперник Результат                         | Место                 |
| ---------------------------------- | --------------------------------------- | ------------ | ------------ | ------------------------------------------ | --------------------- |
| пневматическая винтовка, 10 метров | Юлия Каримова Сергей Каменский          | 625,6        | 5 Q          | А. Галашина / В. Масленников (RUS) В 16-12 | 1                     |
| пневматическая винтовка, 10 метров | Анастасия Галашина Владимир Масленников | 629,1        | 1 Q          | Ю. Каримова / С. Каменский (RUS) П 16-12   | 2                     |
| винтовка лёжа, 50 метров           | Полина Хорошева Кирилл Григорьян        | 415,5        | 1 Q          |                                            |                       |
| винтовка лёжа, 50 метров           | Юлия Зыкова Сергей Каменский            | 408,9        | 19           |                                            |                       |
| пневматический пистолет, 10 метров | Виталина Бацарашкина Артём Черноусов    | 580          | 2 Q          | З. Арунович / Д. Микец (SRB) В 17-9        | 1                     |
| пневматический пистолет, 10 метров | Светлана Медведева Антон Аристархов     | 568          | 16           | Завершили выступление                      | Завершили выступление |
| пистолет, 25 метров                |                                         |              |              |                                            |                       |
| пневматический пистолет, 50 метров |                                         |              |              |                                            |                       |
| трап                               | Дарья Семьянова Алексей Алипов          | 137          | 3 q          | С. Станко / В. Грацини (ITA) В 45-43       | 3                     |
| скит                               |                                         |              |              |                                            |                       |

### Стрельба из лука
В квалификации соревнований лучники выполняют 12 серий выстрелов по 6 стрел с расстояния 60 метров. По итогам предварительного раунда составляется сетка плей-офф, где в 1/32 финала 1-й номер посева встречается с 64-м, 2-й с 63-м и.т.д. В поединках на выбывание спортсмены выполняют по три выстрела. Участник, набравший за эту серию больше очков получает 2 очка. Если же оба лучника набрали одинаковое количество баллов, то они получают по одному очку. Победителем пары становится лучник, первым набравший 6 очков.
Классический лук
| Соревнование                       | Спортсмены                                       | Квалификация | Квалификация | 1/64 финала        | 1/32 финала        | 1/16 финала        | 1/8 финала         | Четвертьфинал      | Полуфинал          | Финал              | Место |
| Соревнование                       | Спортсмены                                       | Результат    | Место        | Соперник Результат | Соперник Результат | Соперник Результат | Соперник Результат | Соперник Результат | Соперник Результат | Соперник Результат | Место |
| ---------------------------------- | ------------------------------------------------ | ------------ | ------------ | ------------------ | ------------------ | ------------------ | ------------------ | ------------------ | ------------------ | ------------------ | ----- |
| индивидуальное первенство, мужчины | Гаслан Базаржапов                                | 665          | 13           | Не участвует       |                    |                    |                    |                    |                    |                    |       |
| индивидуальное первенство, мужчины | Арсалан Балданов                                 | 647          | 27           |                    |                    |                    |                    |                    |                    |                    |       |
| индивидуальное первенство, мужчины | Виталий Попов                                    | 637          | 37           |                    |                    |                    |                    |                    |                    |                    |       |
| индивидуальное первенство, женщины | Ксения Перова                                    | 662          | 2            | Не участвует       |                    |                    |                    |                    |                    |                    |       |
| индивидуальное первенство, женщины | Инна Степанова                                   | 652          | 4            | Не участвует       |                    |                    |                    |                    |                    |                    |       |
| индивидуальное первенство, женщины | Анна Балсукова                                   | 649          | 7            | Не участвует       |                    |                    |                    |                    |                    |                    |       |
| командное первенство, мужчины      | Арсалан Балданов Гаслан Базаржапов Виталий Попов | 1949         | 6            | Не проводится      | Не проводится      | Не проводится      |                    |                    |                    |                    |       |
| командное первенство, женщины      | Анна Балсукова Ксения Перова Инна Степанова      | 1963         | 1            | Не проводится      | Не проводится      | Не проводится      |                    | Дания · П 4:5      |                    |                    |       |
| смешанная команда                  | Ксения Перова Гаслан Базаржапов                  | 1327         | 5            | Не проводится      | Не проводится      | Швеция · В 5:1     |                    |                    |                    |                    |       |

Блочный лук
| Соревнование                       | Спортсмены                   | Квалификация | Квалификация | 1/16 финала                 | Четвертьфинал                       | Полуфинал                        | Финал                                       | Место |
| Соревнование                       | Спортсмены                   | Результат    | Место        | Соперник Результат          | Соперник Результат                  | Соперник Результат               | Соперник Результат                          | Место |
| ---------------------------------- | ---------------------------- | ------------ | ------------ | --------------------------- | ----------------------------------- | -------------------------------- | ------------------------------------------- | ----- |
| индивидуальное первенство, мужчины | Антон Булаев                 | 702          | 4            | Пшибыльский (POL) В 143—142 | Сеиверт (LUX)                       |                                  |                                             |       |
| индивидуальное первенство, женщины | Наталья Авдеева              | 698          | 2            |                             |                                     |                                  |                                             |       |
| смешанная команда                  | Наталья Авдеева Антон Булаев | 1400         | 1            | Не участвуют                | Мейсснер / Трахсель (GER) В 154—143 | Бостан / Чагыран (TUR) В 152—145 | Де Лаат / Шлессер (NED) В 152 (18)-152 (17) | 1     |